# Горный (Двуреченское сельское поселение, у деревни Мостовая)
Горный — посёлок в Пермском районе Пермского края. Входит в состав Двуреченского сельского поселения.

## Географическое положение
Расположен примерно в 34 км к юго-востоку от административного центра поселения, села Ферма, и в 44 км к юго-востоку от центра города Перми.

## Население
| 2010 |
| ---- |
| 123  |

## Улицы[2]
- Верхняя ул.
- Гаражная ул.
- Нижняя ул.
- Центральная ул.
- Школьная ул.

## Топографические карты
- Лист карты O-40-78 Серга. Масштаб: 1 : 100 000. Состояние местности на 1983 год. Издание 1984 г.